# Kostiantyn Szczehocki
Kostiantyn (Kazymyr) Wasylowicz Szczehocki, ukr. Костянтин (Казимир) Васильович Щегоцький, ros. Константин (Казимир) Васильевич Щегоцкий (Щегодский), Konstantin (Kazimir) Wasiljewicz Szcziegocki (Szcziegodski) (ur. 31 marca?/13 kwietnia 1911 w Moskwie, Imperium Rosyjskie, zm. 23 stycznia 1989 w Kijowie, Ukraińska SRR) – ukraiński piłkarz pochodzenia polskiego, grający na pozycji napastnika, trener piłkarski.

## Kariera piłkarska

### Kariera klubowa
W 1927 rozpoczął karierę piłkarską w „Gorniaku Moskwa”, skąd w 1930 trafił do drużyny Triechgorka Moskwa - Mistrza Moskwy. Po dwóch sezonach występów w AMO Moskwa w 1932 przeszedł do Dynama Kijów, w którym od 1933 do 1941 był kapitanem drużyny.
Występował w reprezentacji Moskwy (1932), Kijowa (1933-1935, 1940) oraz Ukrainy (1933-1935).
W latach 1938–1939 był więziony przez NKWD. Dopiero w 1940 wrócił do gry w piłkę. Podczas wojny występował w dynamowskich drużynach z Kazania oraz Taszkentu. W 1946 łączył funkcję piłkarza i trenera w Harczowyku Odessa, w którym w wieku 35 lat zakończył karierę piłkarską.

### Kariera reprezentacyjna
7 sierpnia 1934 zadebiutował w radzieckiej reprezentacji w nieoficjalnym spotkaniu z Turcją wygranym 2:1, strzelając swojego debiutanckiego gola. Łącznie zaliczył 4 nieoficjalne gry reprezentacyjne.

## Kariera trenerska
Jeszcze jako piłkarz Harczowyka pełnił funkcję trenera. W 1947 był asystentem trenera, a w 1948 głównym trenerem Dynama Kijów. W latach 1959–1960 pracował też na stanowisku głównego trenera w Szachtarze Stalino. W różnych latach pracował z zespołami Spartaka Kijów, Kołhospnyka Równe, Łokomotyw Winnica, Sudnobudiwelnyka Mikołajów oraz innymi ukraińskimi drużynami.

## Odznaczenia
- Order „Znak Honoru”: 1937